# 三島町
三島町（日语：／ Mishima machi */?）是位于福島縣大沼郡的一町。

## 經濟
由於町內林木十分多，所以木製工藝品便成為町內的經濟來源。

## 人口
約3000人

## 景點
- 早戶温泉
- 西方宿
- 只見川
- 只見線

## 教育
中學校：
- 三島町立三島中學校

小學校：
- 三島町立三島小學校